# Giáo hoàng đối lập
Giáo hoàng đối lập hay còn gọi là Giáo hoàng giả hoặc Ngụy Giáo hoàng (tiếng Latinh: Antipapa) là một người, trong phe đối lập với Giám mục của Rôma, giành được sự chấp nhận rộng rãi như một Giáo hoàng. Sự hiện diện của những người chống đối lại Giáo hoàng là một trong những hiện tượng lạ kỳ nhất trong lịch sử của Giáo hội. Hầu hết những người chống đối lại Giáo hoàng đều là những vị Hồng y có mưu đồ, các vị Hoàng Tử trần tục, đời thường hay tầng lớp quý tộc La Mã.
Ngụy Giáo hoàng được định nghĩa là một người mạo nhận là đứng đầu Tòa thánh, chống lại Giáo hoàng đã được bầu lên đúng giáo luật (tiếng Latin Antipapa được gộp từ Anti: chống và papa: Giáo hoàng).

## Lịch sử
Có một số ngụy Giáo hoàng xuất hiện trong thời kỳ sơ khai của Giáo hội Công giáo Rôma. Trong số các vị còn lại, rải rác từ thế kỷ III cho đến đầu thế kỷ XV, có ông rút lui trong một ngày, có ông một tháng, có ông lâu dài. Đa số vì hiểu lầm, nhưng ảnh hưởng chính trị và hoàn cảnh của thời xưa (đế quốc và phong kiến) cũng đóng một vai trò quan trọng.
Trong quá khứ, một ngụy Giáo hoàng thường nhận được sự hỗ trợ đáng kể của các Hồng y và các vương quốc. Tuy nhiên những người đòi được như một Giáo hoàng thường chỉ có một nhóm nhỏ theo, giống như các ngụy Giáo hoàng Sedevacantist hiện đại và không được xếp vào trong số những ngụy Giáo hoàng, và do đó được loại ra khỏi danh sách.
Trong danh sách các Giáo hoàng, thư mục hàng năm của Tòa thánh, Niên giám thống kê tòa thánh, gắn với tên của Giáo hoàng Lêô VIII (963–965) có các lưu ý sau:
Tại thời điểm này, như một khẳng định lại trong giữa thế ký mười một, chúng tôi đã trải qua các cuộc bầu cử, trong đó vấn đề hài hòa giữa lịch sử và những tiêu chí của thần học và pháp luật làm cho nó không thể quyết định rõ ràng xem bên nào sở hữu tính hợp pháp, đảm bảo sự thực mà không làm gián đoạn sự kế thừa hợp pháp của các vị kể từ thánh Phêrô. Không chắc chắn rằng trong một số trường hợp có kết quả chính xác nên việc gắn và loại bỏ các thứ tự liên tiếp trong danh sách các giáo hoàng.

## Các giáo hoàng đối lập
Thánh Hippolytus (m. 235) thường được coi là Giáo hoàng đối lập sớm nhất trong lịch sử giáo hội, người đã chống lại Giáo hoàng Callixtus I và đứng đầu một nhóm riêng biệt trong giáo hội Rôma (Church in Rome). Hyppolytus sau đó đã hòa giải với người kế nhiệm của Callixtus là Giáo hoàng Pontian, khi cả hai cùng bị bắt và đi đày ở một hầm mỏ ở Sardinia. Ông đã được suy tôn là thánh bởi nhà thờ. Mặc dù hai hay nhiều người đã cho rằng có sự lẫn lộn trong các tường thuật này về Hyppolytus, và liệu Hyppolytus có thực sự tự xưng là Giám mục Rôma, không có gì là chắc chắn cả, đặc biệt không có một tuyên bố nào như vậy được trích dẫn từ các tác phẩm được quy cho ông.
Một trích dẫn từ một bản văn sớm nhất của Eusebius thành Caesarea có một câu truyện về Natalius – người đã được chấp nhận là Giám mục của một nhóm người lạc giáo ở Rôma, nhưng những người này đã sớm hối hận, ăn năn và xin Giáo hoàng Zephyrius (Giáo hoàng từ 199 – 217) để trở lại trong sự hiệp thông. Nếu Natalius đã được tuyên bố như Giám mục của Rôma chứ không phải chỉ cho một nhóm nhỏ trong thành phố thì ông có thể được coi là một ngụy Giáo hoàng sớm hơn Hyppolytus và là ngụy Giáo hoàng đầu tiên trong lịch sử.
Novatian (m. 258), một gương mặt khác vào thế kỷ thứ ba, người chắc chắn đã được tuyên bố giành tòa Rôma trong sự phản đối với Giáo hoàng Cornelius, và nếu Natalius và Hyppolitus đã bị loại trừ vì những xung đột liên quan đến họ, Novatian có thể được nói đến là ngụy Giáo hoàng đầu tiên.
Giai đoạn có nhiều ngụy Giáo hoàng nhất là vào thời kỳ có các cuộc xung đột giữa Giáo hoàng với Đế quốc La mã thần thánh vào thế kỷ 11 và thế kỷ 12. Những hoàng đế thường xuyên áp đặt đề cử những người của riêng họ để phục vụ cho mục đích riêng của mình. Các Giáo hoàng cũng vậy, đôi khi họ bảo trợ cho những ứng cử viên đối cử(chống lại hoàng đế) trong nước Đức để qua mặt hoàng đế.
Trong cuộc ly giáo phương tây (The Great Western Schism) bắt đầu từ năm 1378, khi các hồng y người Pháp, tuyên bố rằng cuộc bầu cử của Giáo hoàng Urban VI là không hợp lệ, bầu Clement VII là Giáo hoàng - đã dẫn đến hai và cuối cùng là ba Giáo hoàng cùng đòi quyền Giáo hoàng: một vị ở Rôma, một vị ở Avignon (Clement VII đứng đầu tòa thánh ở Avignon, Pháp), và một vị ở Pisa. Vị cuối cùng được đề cập ở trên được đặt theo tên của thành Pisa, Italy, nơi một công đồng đã bầu lên Alexander V như một người người đối cử thứ ba.
Cuối cùng, để kết thúc sự phân lý, vào tháng 5 năm 1415, một công đồng đã được triệu tập ở Constanse để truất phế John XXIII – vị Giáo hoàng ở Pisa, tuyên bố về tính hợp pháp dựa trên sự lựa chọn của công đồng. Giáo hoàng Gregory XII ở Rôma đã từ chức vào tháng 7 năm 1415.
Vào năm 1417, công đồng cũng quyết định phế truất Biển Đức XIII ở Avignon, nhưng ông đã từ chối từ chức. Sau đó, Giáo hoàng Martin V đã được bầu lên và được chấp nhận ở mọi nơi ngoại trừ một nhóm nhỏ vẫn trung thành với Biển Đức XIII, nhưng nó cũng nhanh chóng tan rã. Những bê bối của cuộc đại ly giáo đã tạo nên một sự chống đối lại Giáo hoàng, và là mầm mống của phong trào kháng cách vào thế kỷ XVI.

### Sách
- Catholic Encyclopedia: Antipope
- Encyclopaedia Britannica: Antipope
- The Pope Encyclopaedia: Antipope
- Kelly, J.N.D, "The Oxford Dictionary of Popes," Oxford University Press, USA (1 tháng 6 năm 1986), ISBN 0-19-213964-9
- Raspail, Jean, "L'Anneau du pêcheur," Paris: Albin Michel, 1994. 403 p. ISBN 2-226-07590-9
- Bavoux, Gérard, "Le Porteur de lumière," Paris: Pygmalion, 1996. 329 pp ISBN 2-85704-488-7

### Báo chí
- Những vị Giáo hoàng Giả (hay Ngụy Giáo hoàng, antipope) trong Lịch sử Giáo hội Công giáo Prepared for Internet by Vietnamese Missionaries in Asia Lưu trữ 2010-01-11 tại Wayback Machine
- Danh Sách các Đức Giáo hoàng (popes) của Giáo hội Công giáo qua các triều đại, kể cả các vị ngụy Giáo hoàng (antipopes) Lưu trữ 2010-01-11 tại Wayback Machine
- Trong lịch sử, có cả những Giáo hoàng... giả